# История Мьянмы
История Мьянмы (Бирмы) прослеживается примерно с III тысячелетия до н. э. На этой территории проживало много различных народов, самый древний из которых — моны. В IX веке бирманцы мигрировали из юго-западного Китая в долину реки Иравади и через некоторое время стали составлять большинство населения.
Бирманская история тесно связана с историей соседних стран — Китая, Индии, Бангладеш, Лаоса и Таиланда.

## Древнейший период
Предки современных мьянманцев были известны китайцам как «западные цяны». Во времена династии Хань они населяли район современного Ланьчжоу. Спасаясь от китайской экспансии, они отступили в северо-восточный Тибет, а оттуда началась их миграция к югу. Попав в Сычуань, они стали вассалами Наньчжао. В VII веке западные цяны, называвшие себя «мьянма», известны как один из народов, входящих в государство Наньчжао. Они входили в состав армий Наньчжао, разгромивших государство Шрикшетра народа пью, и впоследствии воевавших с монами.
Первые поселения мьянманцев в Средней Бирме располагались в долине Чаусхе. Летописи сохранили названия одиннадцати первых каруинов (родовых поселений); ещё восемь каруинов располагалось ближе к Иравади. Мьянманцы унаследовали ирригационные системы живших там ранее пью; вероятнее всего, тогда же начался процесс ассимиляции пью мьянманцами. Название «пью» встречается лишь в ранних мьянманских надписях XI века, где употребляется наряду с мьянманцами; впоследствии оно исчезает без следа. Полтора столетия, которые длилась ассимиляция, являются самым недокументированным периодом в истории Мьянмы, к тому же не оставившим в долине Иравади археологических памятников.

## Мон
По археологическим данным человек населял эти районы более чем 11 000 лет назад, но первая цивилизация, которую смогли идентифицировать — была цивилизация монов. Предположительно, моны пришли в этот регион около 3000 лет до н. э., их первое королевство Суварнабхуми было основано около порта Татон в 300 году до н. э.. Устная традиция говорит о контакте монов с буддизмом ещё в III веке до н. э., но совершенно определённо во II веке до н. э. к ним приходили послы и монахи от короля Ашоки. Много книг и летописей монов были уничтожены во время войн.
Монская цивилизация сочетала в себе индийскую и буддийскую культуру. К середине IX века моны преобладали повсюду на юге Бирмы. В X—XI веках в Нижней Бирме возникает федерация монских городов Хантавади, или Раманнадеса во главе с крупнейшим из них — Татоном.

## Пью
Пью прибыли в Бирму в I веке до н. э. и основали несколько королевств на торговых путях между Китаем и Индией. Китайские источники пишут, что пью контролировали 18 королевств, которые были мирными и гуманными. В королевствах пью преобладал буддизм Тхеравады. Пью никогда не объединялись в единую империю, создав свыше десятка городов-государств.
В 832 году войска тайского государства Наньчжао, располагавшегося в южнокитайской провинции Юньнань, разгромили крупнейшее из царств пью Шрикшетра, основу хозяйства которого составляли плодородные земли поймы реки Иравади.

## Королевство Паган

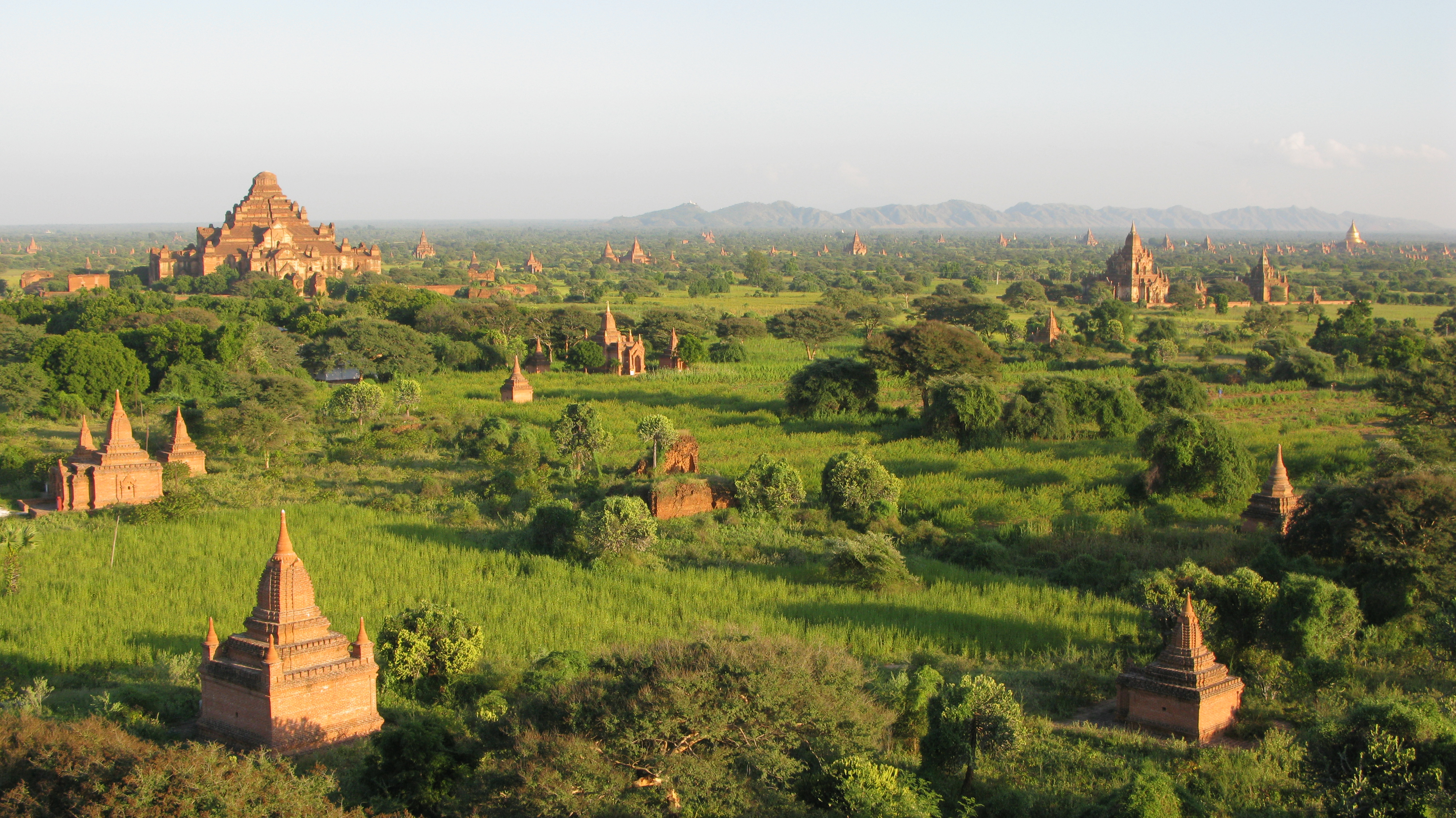
Пагоды в Пагане, столице царства

Китайские летописи относят основание города Паган к 850 году: по их сведениям, некий князь Пьинбу обнёс этот город стеной. Не исключено, что первоначально Паган был одной из крепостей, построенных Наньчжао и населённой воинами и их семьями. Постепенно значение Пагана, лежавшего на берегу Иравади, возрастало. Уже в середине X века князь Сорахан построил буддийскую молельню на горе Туран около Пагана, причём титуловался он властителем Пагана; это известно не только из летописей, но и из сохранившейся там надписи. Летописи и надписи доносят сведения о начавшейся борьбе за трон в Пагане, обладание которым становится важным для главенства над народом мьянма.
В 964 году князь Сорахан был свергнут; мьянманские хроники связывают его свержение с тем, что он отрёкся от буддизма и отметил это сооружением статуи змея-Нага. Последующие десятилетия за власть в Пагане боролись две семьи, и потому наследование всегда сопровождалось дворцовыми переворотами.
В 1044 году первый бирманский король Аноратха взошёл на трон в Пагане. В это время в Бирме господствовал индуизм и местами — буддизм Махаяны. Правивший в Татоне король монского государства Раманнадеса Мануха послал буддийского монаха (учения Тхеравады) к бирманскому королю.
Миссия имела огромный успех. Уверовав, король Аноратха потребовал от короля Манухи священных реликвий и буддийских текстов. Король Мануха, сомневаясь в глубине убеждений своего бирманского коллеги, ответил отказом. Тогда Аноратха организовал неожиданный военный поход, разгромил центр Раманнадесы Татон и вывез в Паган всё, что только мог — 32 полных собрания Трипитаки, все священные реликвии, а также увёл всех монахов и взял в плен самого короля Мануху — всего 30 тысяч пленников. Обретя таким образом новую религию, король Аноратха приступил к монументальному строительству многочисленных золотых пагод, храмов, ступ и монастырей. Паган превратился в мировой центр Тхеравады, туда стекались тысячи паломников. Король Мануха и многочисленные пленные были превращены в потомственных храмовых рабов (которые до сих пор заняты уборкой и поддержанием храмов).
В ужасе перед появившимися в середине XIII века с севера монголами последний паганский царь стал разрушать храмы, чтобы использовать строительные материалы для строительства укреплений. Началась паника и население разбежалось из города. Монголы заняли Паган практически без сопротивления.

## Период раздробленности
В последующие 250 лет Верхней Бирмой правили правители шанского происхождения, создавшие ряд княжеств. В XVI веке среди них выделялись Пинья и Сикайн. В 1364 году Сикайн пал, и бежавший из него правитель Тадоминбья основал на реке Мьинге (приток Иравади) город Ава, ставший центром государства Ава, просуществовавшего до 1555 года.

## Бирманская империя

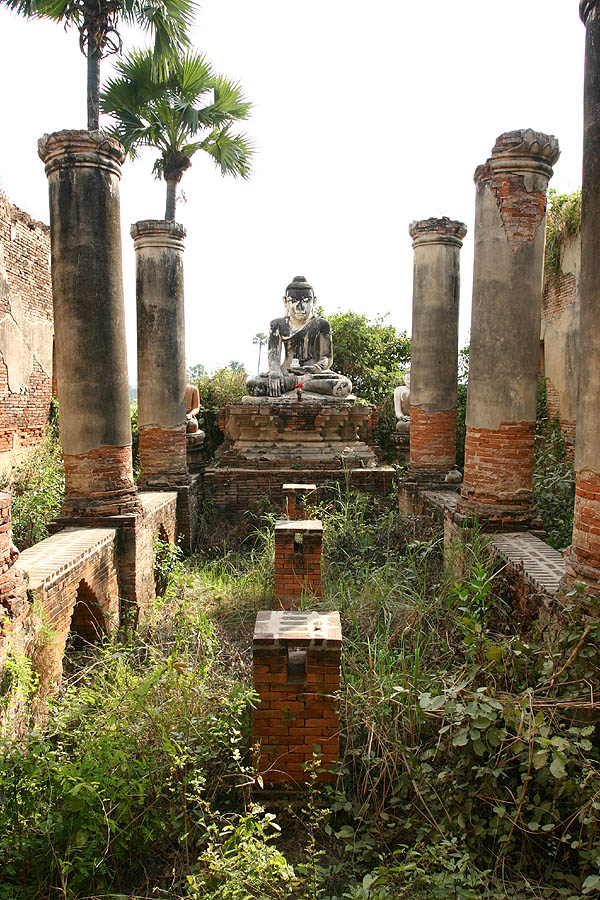
Руины города Ава

В конце XV века на территории Бирмы зародилось новое государство — Таунгу. Новая династия положила конец феодальной раздробленности после падения Пагана и в 1540 г. покорила соседнее царство Пегу в дельте Иравади, а в 1560 г. — северное царство Шан и тайские земли Чиангмай.
В первой половине XVIII века начался упадок Бирманского государства династии Таунгу с центром в северном шанском городе Аве. В 1740 году моны убили бирманского губернатора Пегу и объявили о восстановлении монского государства Хантавади, правителем которого стал монах Смимтхо Буддакетти (Возрождённое Хантавади).

## Бирманская империя и династия Конбаун
В 1747 году власть в Пегу захватил сепаратист Бинья Дала, пообещавший возродить былую славу монского государства. Он объединил силы монов своей армии с шанами и монами, поселёнными на севере около столицы, и весной 1752 года захватил Аву. Бирманский правитель Махадхаммараза Дипади с семьёй был захвачен в плен и увезён в Пегу. Монская армия покинула центральную Бирму, полагая, что с Бирманской империей покончено.
Однако вскоре бирманцы поднялись на борьбу с монской властью. В 1753 году Алаунпайя, правитель округа Моксобо, поднявший восстание, провозгласил себя правителем Би́рмы. Он разгромил шанов и в конце 1753 года взял Аву, а в 1754 году двинулся на юг. В начале 1755 года он разбил монскую армию под Пьи, а в феврале полностью освободил территорию, населённую бирманцами. Затем моны были изгнаны из Дагона в дельте Иравади. В июле 1756 года был захвачен главный монский порт Сириам, а в 1757 году была захвачена и разрушена столица монов город Пегу. Вся Бирма была объединена под властью Алаунпайи, основавшего династию Конбаун.
В 1760 году Алаунпайя штурмовал сиамскую столицу Аютию. Он сам решил стрелять из пушки. Но пушка разорвалась и король, получив тяжелые ранения, скончался через два дня. Его сын Схинбьюшин, ставший королём, через 7 лет занял таиландскую столицу Аютию и учинил жестокий разгром, уничтожив все строения, храмы и пагоды. Бирманцам не удалось удержаться в Таиланде, и через семь месяцев Прая Так, объявивший себя королём в Тхонбури, нанёс поражение бирманским войскам и вскоре объединил Таиланд. Схинбьюшину пришлось вести войну с вторгавшимися в Бирму китайскими войсками, которая продолжалась до 1769 года.
Миролюбивый сын Схинбьюшина Сингу Мин (1776—82) приостановил наступление Бирмы на Таиланд, но его возобновил ставший новым правителем Бирмы его дядя Бодопайя (1782—1819), который в 1785 году присоединил находящееся на западе, в другой стороне от Таиланда, царство Мьяу-У (современный штат Аракан), с 1810 года соседствовавшее с Британской Бенгалией.
Сын Бодопайи Баджидо (1819—37)  распространил свою власть на Ассам, и в результате Бирма стала граничить с Британской Индией, что создало предпосылки для ее завоевания Великобританией.

## Британская колонизация (1824—1941)
Англичане, комбинируя дипломатические интриги и военные операции, завладели сначала Монским и Араканским царствами, а потом — Нижней Бирмой. Король Миндон, которому осталось сравнительно небольшое отрезанное от моря королевство со столицей в Мандалае, оказался мудрым правителем и мог успешно противостоять британскому влиянию. Но его сын, последний король Мандалая, слабовольный король Тибо Мин, проявил себя как бестолковый и жестокий правитель. Подчиняясь суевериям, он издал ряд указов о человеческих жертвоприношениях для «укрепления» города Мандалай, чтобы избежать рекомендованного астрологами переноса столицы. Начались аресты людей, которых король собирался принести в жертву, из-за чего в Мандалае наступила всеобщая паника. Жители бежали из города, а иностранные государства, и в первую очередь Британия, стали угрожать, опасаясь за жизнь своих подданных. В ответ на английский ультиматум аресты прекратились, но 100 арестованных успели тайно замуровать заживо. Пытаясь противостоять Британии, которая оккупировала большую часть страны, король Тибо подписал договор с Францией о строительстве железной дороги из Лаоса в Мандалай и организации совместного военного флота на Иравади. Англичане решили воспротивиться французскому влиянию в Бирме и, воспользовавшись внутренней нестабильностью, легко заняли Мандалай в 1885 году, восторженно встреченные населением, разгневанным страшным правлением Тибо Мина. Столица Мандалай была занята британскими войсками и генерал Прендергаст вступил 4 декабря в управление королевством, которое полностью лишилось государственной самостоятельности. 1 января 1886 года манифестом вице-короля Индии было объявлено, что Бирма становится составной частью Британской империи.

## Бирма под японским протекторатом (1942—1945)

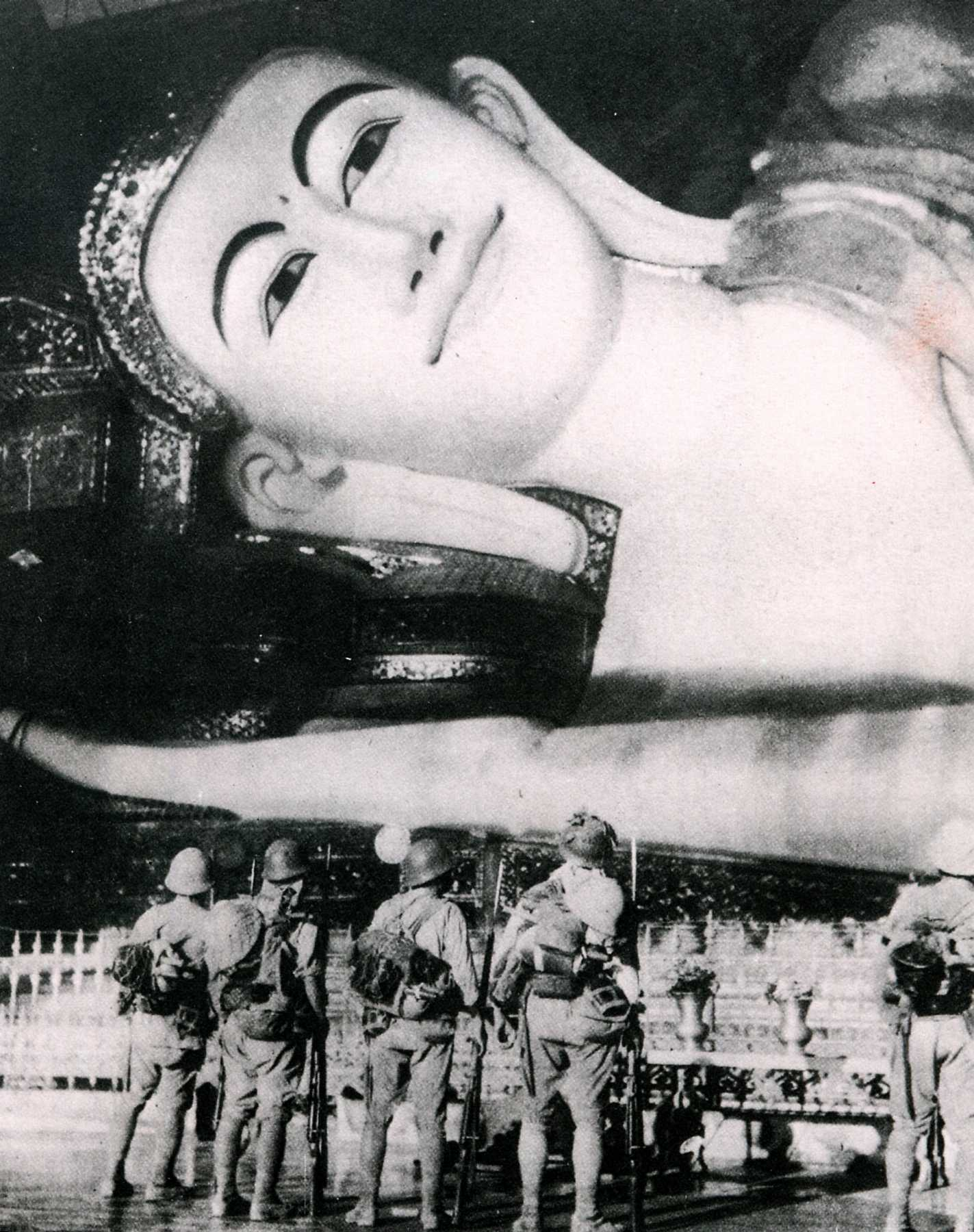
Японские солдаты в Бирме перед лежащей статуей Будды в храме Шветальяун, Пегу

Во время Второй мировой войны Япония, пытаясь отрезать снабжение Китая, оккупировала Индокитай. Но в январе 1939 года через Бирму открылся новый путь снабжения Китая из Рангуна в Чунцин через Мандалай, Лашо, Баошань и Куньмин, и в Китай направились десятки тысяч тонн боеприпасов. Японцы нашли поддержку среди националистических группировок, вторглись в Бирму и заняли Мандалай 2 мая 1942 года.
Японская оккупация была жестокой, и администрация не пользовалась поддержкой населения. 1 августа 1943 года Япония номинально признала независимость Бирмы под названием «Государство Бирма». Было образовано марионеточное правительство, которое возглавил Ба Мо.
Однако многие бирманцы усомнились в искренности намерений японцев предоставить им настоящую независимость. После двух лет японской оккупации, на фоне тяжёлых поражений Японии, эти настроения усилились. В августе 1944 года Аун Сан, отец будущего лидера оппозиции и государственной советницы Аун Сан Су Чжи, и другие вожди националистов образовали организацию «Антифашистская лига народной свободы». 27 марта 1945 года Национальная армия Бирмы подняла общенациональное восстание против японцев. К маю 1945 года союзники изгнали японцев из Бирмы.

## Независимая Бирма
Мьянма состоит из семи национальных областей (штатов): Мон, Карен, Кайя, Шан, Качин, Чин и Аракан и семи провинций (административных округов). В действительности, ни один из штатов не признаёт центрального правительства, и многие из них ведут гражданскую войну с момента основания независимой Бирмы в 1948 году. Впрочем, со всеми штатами достигнуты условные соглашения о прекращении огня. Хотя правительственные войска контролируют все основные дороги, столицы всех штатов и все крупные города, вооружённые мятежники имеют свои армии, нередко — хорошо оснащённые, и правительственные войска не в силах справиться с многочисленными партизанами.
Руководитель национально-освободительного движения Аун Сан вместе со всем готовящимся правительством в период передачи англичанами власти летом 1947 года был убит своими политическими противниками, и передача власти была отложена. Уходя, англичане пообещали независимость государствам Карен, Шан и Кайя, заложив мину бесконечной гражданской войны. Ситуация усугублялась тем, что на севере Бирмы действовали вооружённые силы Гоминьдана, вытесненные из Китая Мао Цзэдуном, и противостоящая им армия коммунистической партии Бирмы, оснащавшейся в Китае и боровшейся против Гоминьдана, преимущественно за опиумные поля. На западе Бирму окружали неспокойные индийские штаты, в которых велась многолетняя гражданская война, и нестабильная Бангладеш с постоянными беженцами, а на востоке — лесные районы Таиланда, в которых действовали партизаны из коммунистической партии Таиланда.
Одолеть внутренние конфликты оказалось не под силу правительству У Ну; добыча нефти не достигала и половины довоенного уровня. В этих условиях (как писал советский политический комментатор С. А. Симакин) «единственной организованной силой, способной восстановить порядок и принять меры по защите единства, была армия и её высшее командование во главе с генералом Не Вином, которое в марте 1962 года взяло власть в свои руки, сформировало Революционный совет и учредило однопартийную систему, объявив о создании Партии бирманской социалистической программы (ПБСП), и выступило с программой „Бирманский путь к социализму“. В короткие сроки был сломан прежний государственный аппарат, проведена широкая национализация иностранной и местной частной собственности, а также всей внешней торговли, государственный сектор был объявлен основой социалистической экономики, а её движущей силой — „союз свободных от эксплуатации крестьян и других трудящихся масс“». В 1974 году Бирма была переименована в Социалистическую Республику Бирманский Союз.
Выбранный курс развития сопровождался товарным дефицитом и карточной системой. Страна находилась в международной изоляции, Китаю было не до Бирмы из-за своей собственной культурной революции, а с Советским Союзом и ориентировавшимися на него странами социалистического лагеря политическое руководство Бирмы держало дистанцию. Позиции мятежных союзных республик существенно крепли, ибо на их территории существовала частная собственность и свободная торговля, и отдельные штаты богатели, активно торгуя напрямую с Таиландом.
Развитие экономики отставало от соседних стран, экономический рост не превышал роста населения.
В 1987 году государственный секретарь Сейн Лвин объявил о деноминации банкнот в 25, 35 и 75 кьят, «выбросив» таким образом из обращения 80 % денег. (для сравнения см. Денежная реформа 1991 года в СССР). Акция породила серьёзные волнения. Студенты вышли на улицы Янгона громить машины и виллы правительственных чиновников, после чего были закрыты все университеты и колледжи (часть университетов закрыта до сих пор). Студенты не успокаивались, проводились массовые аресты, а 8 августа 1988 войска подавили массовую студенческую демонстрацию в центре Янгона с огромным количеством жертв (около 3000 человек). Жестокие подавления демонстраций и забастовок со многими жертвами продолжались в разных городах страны всё лето 1988. В июле 1988 года на чрезвычайном съезде ПБСП Не Вин ушёл в отставку, новым главой страны и партии стал Сейн Лвин, однако на фоне продолжавшихся волнений он уже через 17 дней также сложил полномочия. Новым председателем ЦК ПБСП и главой страны на чрезвычайном пленуме ЦК ПБСП 19 августа стал Маун Маун, первое за 26 лет гражданское лицо в руководстве. 18 сентябре власть в стране в результате военного переворота перешла к комитету SLORC («Госсовет по восстановлению закона и порядка»), состоящему в основном из генералов, во главе с генералом Со Маунгом.
18 июня 1989 года правительство объявило о замене многих географических названий колониальной эпохи. В частности, официальное название страны было изменено на Мьянму, столицы — на Янгон. Однако Великобритания и ряд других государств отказались признавать изменения.

## Современная Мьянма
Из-за военной диктатуры страна оказалась закрытой для Запада. Централизация экономики с большой долей государственного регулирования и социализма привела к существенным изменениям. Вот некоторые характеристики современной Мьянмы:
- Военная власть смогла ввести обязательное начальное образование для крестьянских детей при монастырях. Обязанность учить детей грамоте вменена в качестве государственной повинности монахам. При некоторых монастырях создаются образовательные центры, где также преподают информатику, английский язык и физику.
- Ежемесячно все деревни объезжают выездные военизированные госпитали, проводится вакцинация детей, осмотр и лечение пациентов.
- В стране проводятся археологические изыскания и восстановление памятников национальной архитектуры, чего не было в прошлом. Правительство восстановило и отреставрировало пагоду Шведагон в Янгоне.
- В стране стал развиваться туристский сектор, для привлечения туристов были организованы «годы Мьянмы», которые, однако, бойкотировались мировым сообществом, отчего количество туристов оказывалось значительно меньше расчётного.
- Генералитет поддерживает буддийские моральные нормы жёсткими средствами. В стране запрещена порноиндустрия и отсутствует развёрнутая сеть «секс-услуг». Бирма избежала эпидемии СПИДа. В стране низкий уровень пьянства и наркомании, которые оцениваются буддизмом как грех. Курение распространено только среди женщин, которые курят сигары национального производства. Продажа и потребление наркотиков до 2012 года наказывались смертной казнью.
- В стране слабо развит не только интернет, но и внутренняя телефонная сеть. По состоянию инфраструктуры и интернета Мьянма значительно уступает Лаосу, Таиланду, Индии, Камбодже. В стране, несмотря на наличие нефти и газа, плохо развита автомобильная сеть, во многих частях страны в качестве транспортного средства используют быков.

В мае 1989 года были назначены новые выборы, которые прошли 27 мая 1990 года. На них оппозиционная Национальная лига за демократию (НЛД) во главе с Аун Сан Су Чжи, дочерью Аун Сана получила 392 из 492 мест в парламенте, а представлявшая интересы военных Партия национального единства – только 6 мест. Военные не признали результаты и арестовали остававшихся на свободе лидеров НЛД Чжи Маунга и Чит Хаинга (другие лидеры, Аун Сан Су Чжи и бывший соратник Не Вина генерал в отставке Тин У по-прежнему находились под арестом).
В конце 1997 года Мьянма была принята в АСЕАН.
6 ноября 2005 года столица Мьянмы была перенесена из Янгона в специально построенный город Нейпьидо.
После резкого повышения цен на топливо в августе — сентябре 2007 года в Янгоне вспыхнули массовые беспорядки, впоследствии названные «шафрановой революцией». Беспорядки были спровоцированы мирным выступлением буддийских монахов, которое переросло в серию политических протестов против правящего строя.
В мае 2008 года на Мьянму обрушился циклон Наргис, ставший самым разрушительным стихийным бедствием в истории страны. В результате удара стихии погибло более ста тысяч человек.

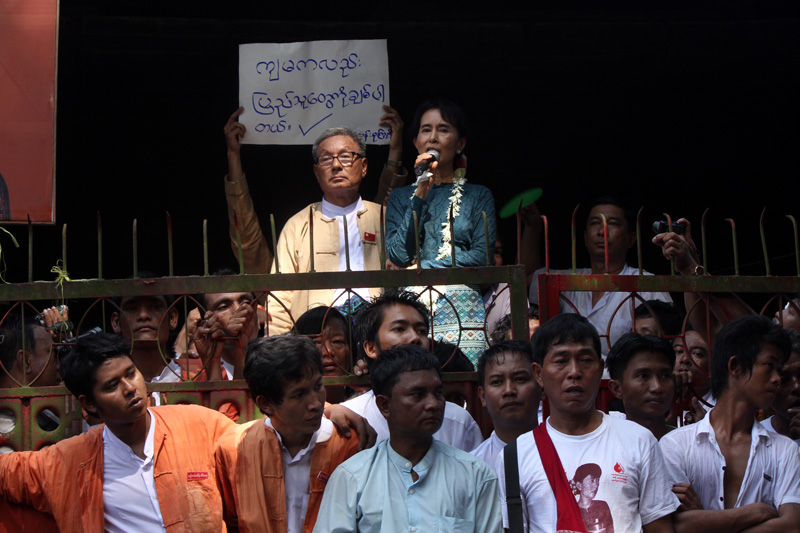
Аун Сан Су Чжи выступает перед сторонниками НЛД 14 ноября 2010 года.

В 2010 году в стране прошли первые с 1990 года парламентские выборы. Аун Сан Су Чжи была освобождена из-под домашнего ареста.
В 2011 году в Мьянме начались политические реформы и наметилась тенденция к улучшению отношений Мьянмы со странами Запада. В декабре 2011 года состоялся визит госсекретаря США Хиллари Клинтон, а годом позже Барак Обама стал первым президентом США, посетившим Мьянму. С 1 января 2012 года были отменены визовые санкции Евросоюза в отношении руководства Мьянмы.
1 апреля 2012 года в Мьянме прошли довыборы в парламент на 46 мандатов. Из 43 округов, где депутаты были избраны, 41 мандат получила Национальная лига за демократию во главе с Аун Сан Су Чжи (прежде в этом составе парламента не представленная), один — правящая партия, один — Демократическая партия шанского народа.
Всеобщие выборы в парламент 2015 года оказались крайне удачными для НЛД, она получила большинство в парламенте и избрала нового президента Тхин Чжо в марте 2016 года.

### Преследование рохинджа

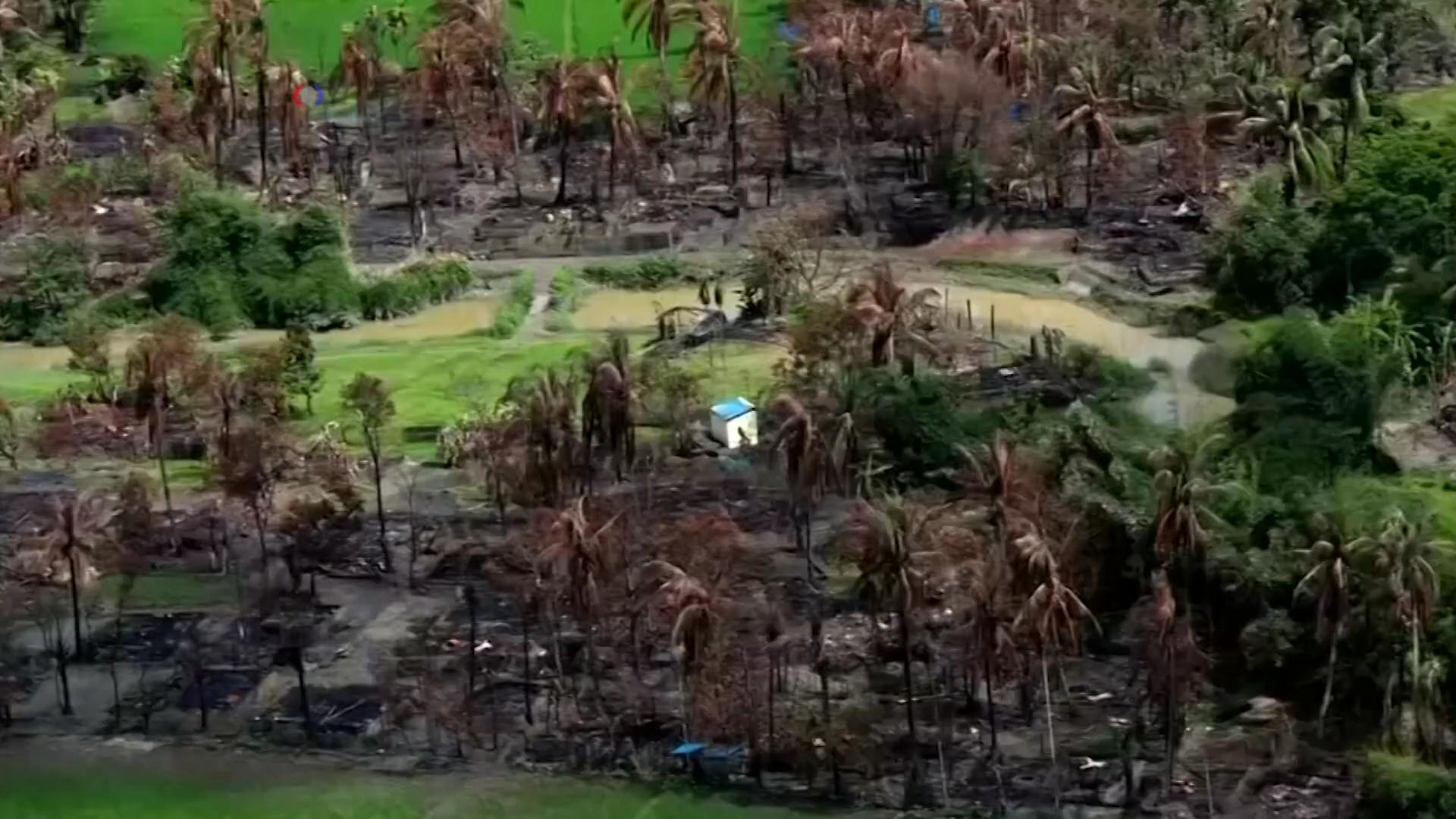
Сожжённая деревня рохинджа

Одной из самых острых проблем современной Мьянмы, вызывающей обеспокоенность мирового сообщества, является этно-религиозный конфликт в штате Ракхайн. Правительство отказывается признавать рохинджа коренными жителями штата и на этом основании не предоставляет им гражданство, вынуждая их массово покидать страну.

### Военный переворот 2021 года и гражданская война
1 февраля 2021 года, за несколько часов до открытия первой сессии парламента нового созыва, в стране произошёл военный переворот. Были задержаны президент Мьянмы Вин Мьин и лидер правящей партии «Национальная лига за демократию», госсоветник и глава МИД Аун Сан Су Чжи. Военные, осуществившие переворот, назначили исполняющим обязанности президента вице-президента Мьина Шве, а всю полноту государственной власти передали главнокомандующему вооружёнными силами Мьянмы генералу Мин Аун Хлайну. Было объявлено чрезвычайное положение сроком на год.
Переворот был вызван несогласием военных с прошедшими в 8 ноября 2020 года парламентскими выборами, на которых партия, поддержанная военными, заняла 26 и 7 мест в нижней и верхней палате парламента соответственно. Тогда военные пообещали принять меры и заявили о фальсификациях на выборах.

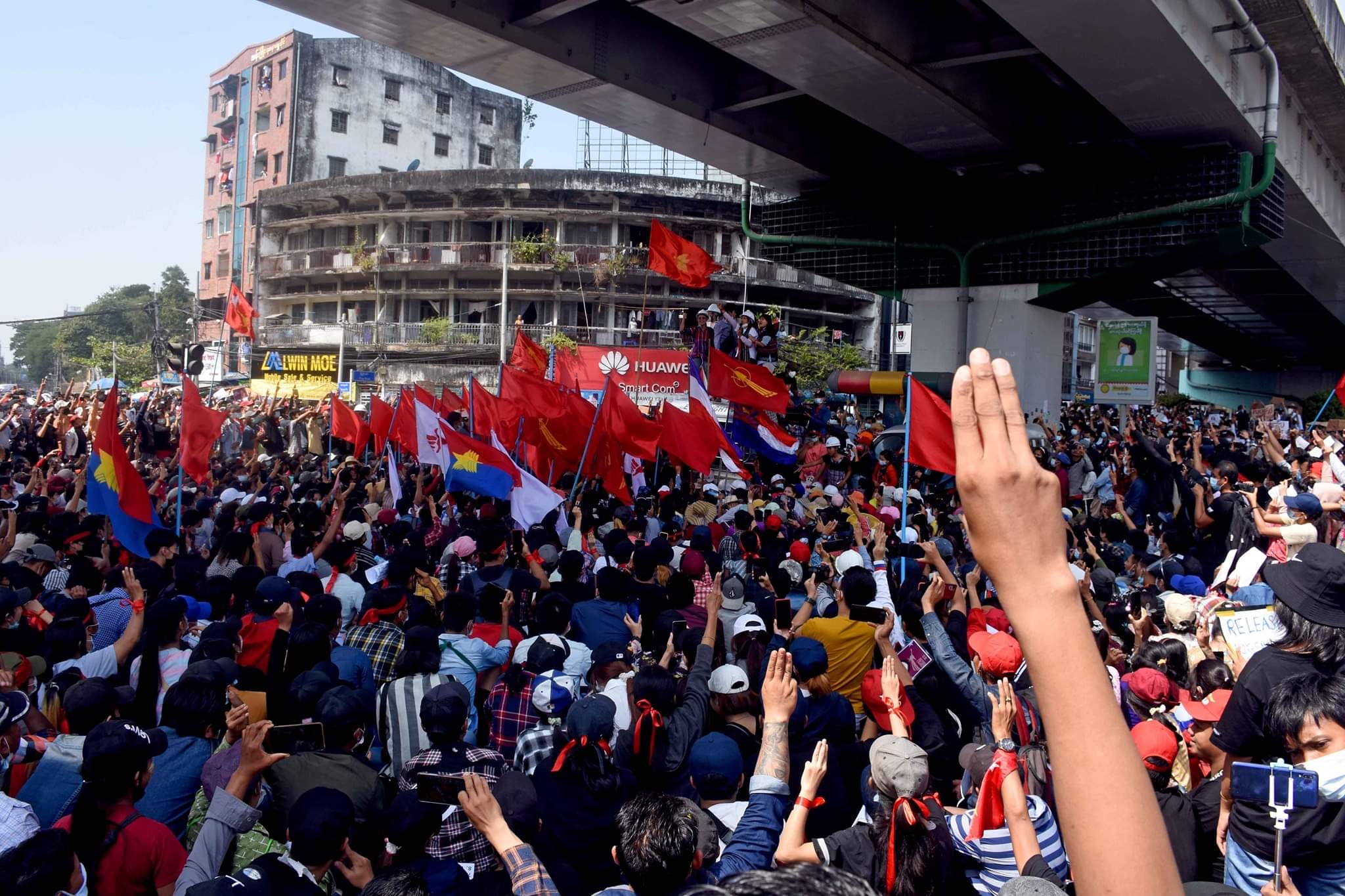
Митинг против военного переворота в центре Янгона 9 февраля 2021 года

2 февраля медицинские работники и государственные служащие по всей стране, в том числе в столице страны, Нейпьидо, начали национальное движение гражданского неповиновения (အာဏာ ဖီ ဆန် ရေး လှုပ်ရှားမှု), направленное против военного переворота. Группа кампании в Facebook, получившая название «Движение гражданского неповиновения», привлекла более 200 тыс. последователей с момента её первоначального запуска 2 февраля 2021 года.
Медицинские работники из десятков государственных больниц и учреждений объявили с 3 февраля забастовку.
20 февраля полиция Мьянмы применила огнестрельное оружие для разгона демонстрации в Мандалае, в результате 2 сторонника Национальной лиги за демократию погибли, ещё 20 демонстрантов получили ранения.
16 апреля продемократический политик Мин Ко Наин объявил о формировании Правительства национального единства с представителями этнических меньшинств на руководящих должностях и заявил, что свергнутые лидеры Аун Сан Су Чжи и Вин Мьин сохранят свои должности и что члены качинского и каренского меньшинств будут иметь высший приоритет в новом параллельном правительстве. В том же заявлении Мин Ко Наин попросил международное сообщество признать военное правительство хунтой.
5 мая Правительство национального единства объявило о создании вооружённого крыла — Народных сил обороны (НСО) для защиты своих сторонников от нападений военной хунты и в качестве первого шага на пути к созданию Федеральной Армии Союза. С этого дня в стране началась новая гражданская война. Военные Мьянмы предприняли действия против гражданского населения, подвергая города артиллерийским обстрелам, в результате чего к началу 2022 года почти 1500 человек были убиты. После 20 авиаударов по деревням повстанцев к началу 2022 года примерно 32 тыс. человек вынуждены были бежать из страны и 776 тыс. были вынуждены искать убежища в других частях страны.

### На иностранных языках
- Bertil Lintner: Burma in Revolt — Opium and Insurgency since 1948 (1988) (ISBN 974-7100-78-9).
- Roland Bless: Divide et impera? Britische Minderheitenpolitik in Burma 1917—1948 (1990) (ISBN 3-515-05654-8).
- Alan Clemens: Der Weg der Freiheit. Aung San Suu Kyi — Friedensnobelpreisträgerin. Gespräche (1997).
- Klemens Ludwig: Birma. Aktuelle Länderkunde (1997) (ISBN 3-406-39870-7).
- Shelby Tucker: Among Insurgents — Walking through Burma (2000) (ISBN 0-00-712705-7).
- Ma Thanegi: Pilgerreise in Myanmar (2002) (ISBN 3-293-20289-6).
- Rolf Opalka: Burma im Griff der Militärjunta in Blockierte Demokratien in der Dritten Welt Hrsg: Gunter Schubert, Reiner Tetzlaff (1998) (ISBN 3-8100-2011-7).
- Martin Smith: BURMA Insurgency And The Politics Of Ethicity (1991) (ISBN 0-86232-868-3).

### На русском языке
- Аун Сан. Бирма бросает вызов (статьи и речи)/ М. 1965
- Козлова М. Г. Бирма накануне английского завоевания / М. 1962
- Козлова М. Г. Английское завоевание Бирмы / М. 1972
- Журавлёва Л. Н. Партизанская борьба бирманского народа 1885-96 / Саратов, 1967
- Васильев В. Ф. Очерки истории Бирмы 1885—1947 / М. 1962
- Васильев В. Ф. Бирма на новых рубежах / М. 1969
- Шнайдер С. С. Бирма. Экономико-географический очерк / М. 1951
- Бирманский союз / М. 1958
- Кауфман А. С. Рабочий класс и национально-освободительное движение в Бирме / М. 1961
- Из истории стран Юго-Восточной Азии / М. 1968
- Азовский И. П. Госсектор в экономике Бирмы (1948—1962)/ М. 1965
- Макарова С. М. Бирма: развитие капитализма в промышленности М.
- Васильев И. В. Бирма: экономика и внешняя торговля / М. 1964
- Климко Г. Н. Аграрные проблемы независимой Бирмы / М. 1964
- Не Вин. Бирма на новом пути / М. 1965 (с декларацией «Бирманский путь к социализму»)
- Планы-программы экономического развития стран Азии / М. 1966
- Можейко И., Седов Л., Тюрин В. С крестом и мушкетом. / М. 1966
- Можейко И. 5.000 храмов на берегу Иравади / М. 1967
- Гаврилов Ю. Н. Борьба за независимость и прогрессивные преобразования в Бирме / М. 1970
- Кауфман А. С. Бирма: идеология и политика / М. 1971
- Конституция Социалистической Республики Бирманский Союз / М. 1976
- Такин Чин Маун Заметки о политической жизни Бирмы. 1962—1971 / М. 1976
- Симония А. А. Внешнеэкономические связи Бирмы. 1962-76 / М. 1979
- Васильев А. Ф. Рабочий класс Бирмы / М. 1979
- Васильев В. Ф. Очерки истории Бирмы 1885—1947 / М. 1982
- Бирма / М. 1982
- Симония А. А. Мьянма: переход к рыночной экономике (1988—2011). / М. Институт востоковедения РАН 2012 г. 224 с.
- Васильев В. Ф. История Мьянмы/Бирмы ХХ-век. / М. 2010.